# Domaine de Yamagata
 (septembre 2016).

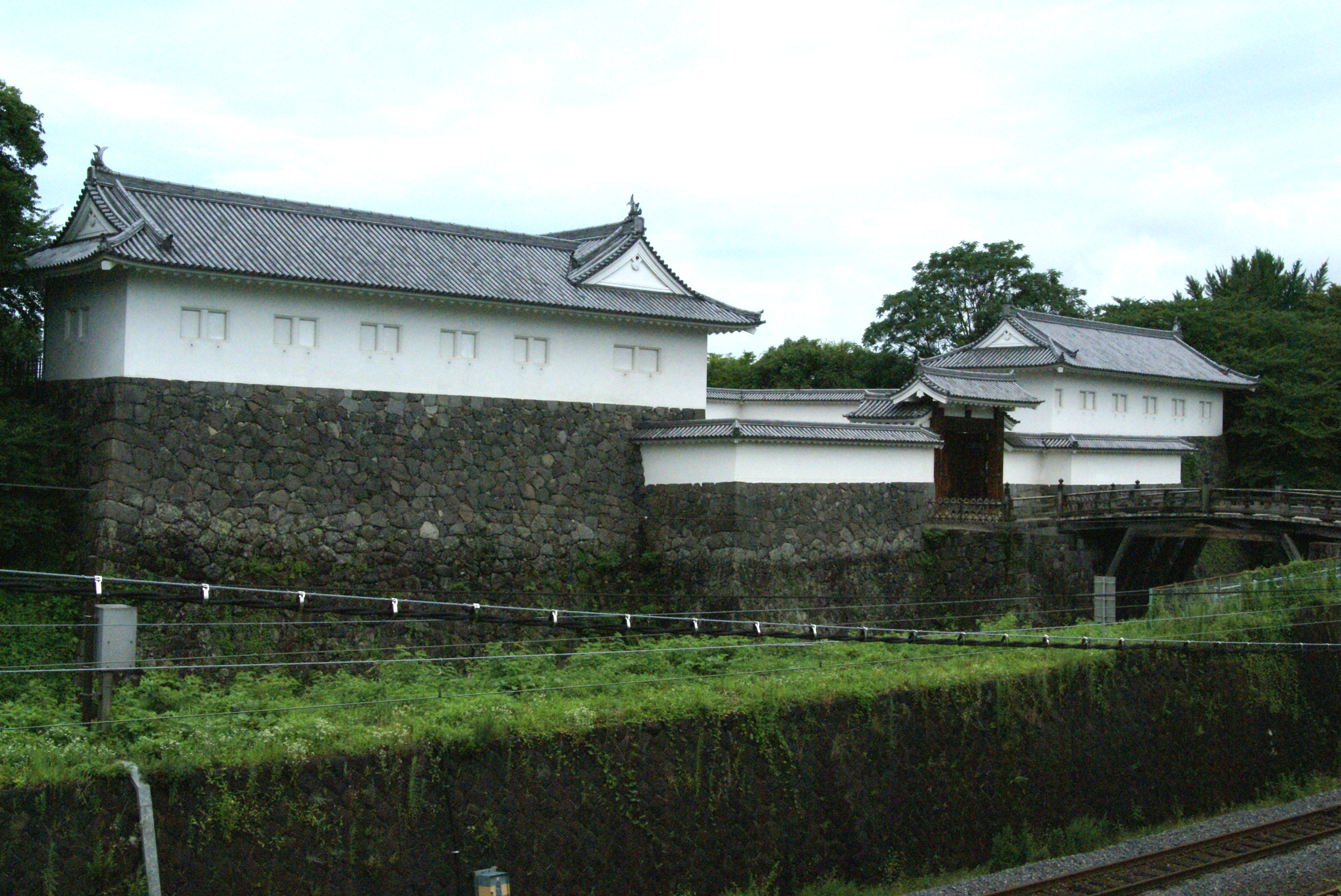
Château de Yamagata

Le domaine de Yamagata (山形藩, Yamagata-han) est un domaine féodal japonais situé dans la province de Dewa, région de Tōhoku au nord-est de Honshū. Le domaine est à peu près contigu à l'actuelle préfecture de Yamagata dont la capitale, également appelée Yamagata, est issue de la jōkamachi (ville-château) des daimyos. Contrairement à d'autres han dont le contrôle est relativement stable au cours de l'époque d'Edo (1603-1867), Yamagata change de mains de nombreuses fois en très peu de temps.

## Histoire
Peuplé à l'origine par les Ezo, Yamagata devient le fief de la branche Ōshū du clan Fujiwara durant l'époque Heian (794-1185). 
Pendant l'époque Sengoku (1467-1603) et la période Edo, le territoire change de mains un certain nombre de fois et joue un rôle important dans les batailles précédant immédiatement la bataille de Sekigahara en 1600. À l'époque, Yamagata est contrôlé par Mogami Yoshiaki qui a pris le domaine au clan Uesugi. Accompagné d'un certain nombre d'alliés, il défend le domaine contre l'armée de Kanetsugu Naoe, un allié de Mitsunari Ishida parvenu à Yamagata en provenance du domaine de Yonezawa voisin à la tête de 20 000 hommes. Finalement, bien que Mogami et d'autres affrontent les forces de Naoe à plusieurs reprises, aucune bataille n'est livrée au château de Yamagata. Avec l'aide de Date Masamune, les armées de Naoe sont tenues en échec jusqu'à la défaite d'Ishida Mitsunari face à Tokugawa Ieyasu à Sekigahara. À l'annonce de l'issue de cette bataille, Kanetsugu Naoe se retire.
À la suite de cette bataille, Yamagata est formellement établi comme han par le shogunat Tokugawa et attribué au clan Mogami avec un revenu de 570 000 koku. Mais il est réattribué au clan Torii en 1622 avec un revenu de 220 000 koku. Cette situation est cependant de courte durée : en 1636, en effet, le domaine repasse sous le contrôle du shogunat car la famille Torii est sans héritier. À partir de ce moment, les familles Okudaira et Matsudaira, branches du clan du shogunat Tokugawa, contrôlent le domaine de façon intermittente parmi d'autres familles de daimyos.
Quelque temps plus tard, Okudaira Tadamasa, le daimyo de Yamagata meurt et de nombreux obligés et héritiers potentiels commettent junshi, se tuant afin de suivre fidèlement leur maître dans la mort. À cette occasion, Masanaka Hotta prend possession du han. Mais Masatoshi Hotta, le père de Masanaka, tue quelqu'un à l'intérieur du château d'Edo, capitale du shogun, ce qui entraîne la saisie des terres de la famille.
Après plusieurs générations de daimyos de la branche Tokugawa, le domaine passe aux mains des familles Akimoto puis Mizuno.

## Clans et daimyos du domaine de Yamagata
- Clan Mogami, 1600-1622 (tozama daimyo ; 570 000 koku)

1. Mogami Yoshiaki
2. Iechika
3. Yoshitoshi

- Clan Torii, 1622-1636 (fudai daimyo ; 220 000 → 240 000 koku)

1. Tadamasa Torii
2. Tadatsune Torii

- Clan Hoshina, 1636-1643 (shinpan daimyo ; 200 000 koku)

1. Hoshina Masayuki

- Clan Matsudaira (Echizen), 1644-1648 (shinpan daimyo ; 150 000 koku)

1. Naomoto Matsudaira

- Clan Matsudaira (Okudaira), 1648-1668 (shinpan daimyo ; 150 000 koku)

1. Tadahiro Matsudaira

- Clan Okudaira, 1668-1685 (fudai daimyo ; 90 000 koku)

1. Masayoshi Okudaira
2. Masaakira Okudaira

- Clan Hotta, 1685-1686 (fudai daimyo ; 100 000 koku)

1. Masanaka Hotta

- Clan Matsudaira (Echizen), 1686-1692 (shinpan daimyo ; 90 000 koku)

1. Naonori Matsudaira

- Clan Matsudaira (Okudaira), 1692-1700 (shinpan daimyo ; 100 000 koku)

1. Tadahiro Matsudaira
2. Tadamasa (Okudaira) Matsudaira

- Clan Hotta, 1700-1746 (fudai daimyo ; 100 000 koku)

1. Masatora Hotta
2. Masaharu Hotta
3. Masasuke Hotta

- Clan Matsudaira (Ogyū), 1746-1764 (fudai daimyo ; 60 000 koku)

1. Norisuke Matsudaira

- Période du Tenryō, 1764-1767

- Clan Akimoto, 1767-1845 (fudai daimyo ; 60 000 koku)

1. Suketomo Akimoto
2. Tsunetomo Akimoto
3. Hisatomo Akimoto
4. Yukitomo Akimoto

- Clan Mizuno, 1845-1870 (fudai daimyo ; 50 000 koku)

1. Tadakiyo Mizuno
2. Tadahiro Mizuno

## Source de la traduction
- (en) Cet article est partiellement ou en totalité issu de l’article de Wikipédia en anglais intitulé « Yamagata Domain » (voir la liste des auteurs).